# 曹玹
曹 玹（そう けん、生没年不詳）は、中国後漢時代末期の人物。父は曹操。母は秦夫人。同母弟は曹峻。

## 事績
建安16年（211年）に西郷侯に封じられたが、子もなく、早逝した。建安20年（215年）、甥の曹賛が爵位と領地を継いだが、彼も早逝した。
魏の曹丕の時代に入り、曹賛の弟の曹壹がまた跡を継いだ。曹壹は黄初2年（221年）に済陽侯、黄初4年（223年）に済陽公となった。
太和4年（230年）、曹玹は遡って進爵し、懐公と諡された。太和6年（232年）にはまた懐王に進爵した。
羅貫中の小説『三国志演義』には登場しない。